# Нуклеинске киселине
Нуклеинске киселине су крупни и сложени органски молекули значајни за ћелију и одговорни за најзначајније процесе, као што су наслеђивање, синтеза протеина, у њој. Постоје два типа нуклеинских киселина: дезоксирибонуклеинска киселина и рибонуклеинска киселина. ДНК је носилац наследних информација у ћелији, док РНК учествују у преношењу тих информација и њиховом превођењу у протеине. Нуклеинске киселине су макромолекули чију јединицу грађе представљају нуклеотиди. Њих образује један пентозни шећер за који је везана фосфатна група и једна азотна, пуринска или пиримидинска база. Нуклеотиди међусобно повезују и на тај начин, захваљујући вези која се успоставља између фосфата и шећера, формирају ланац. Осим у вирусима, који садрже једну или другу нуклеинску киселину (никада обе), ДНК и РНК се налазе у свим врстама организама. Нуклеинске киселине се највише налазе у једру (lat. nucleus) па су по томе и добиле назив. Први их је изоловао Фридрих Мишер 1872. године. Нешто касније установљено је да се, осим у једру, налазе и у цитоплазми. Према данашњим подацима познато је да засебне нуклеинске киселине садрже и неке од ћелијских органела, какве су нпр. митохондрије и хлоропласти. Према грађи су полимери изграђени од мономера - нуклеотида.
У изградњи нуклеотида, који формирају ДНК учествују:
- пентозни шећер дезоксирибоза,
- пуринске (деривати пурина) базе аденин и гуанин, или приримидинске(деривати пиримидин) базе цитозин и тимин
- киселински остатак фосфорне киселине.

У изградњи нуклеотида РНК учествују:
- пентозни шећер рибоза,
- пуринске (деривати пурина) базе аденин и гуанин, или приримидинске(деривати пиримидина) базе цитозин и урацили
- киселински остатак фосфорне киселине.

Нуклеинске киселине су природна хемијска једињења која служе као примарни молекули који преносе информација у ћелијама и чине генетски материјал. Нуклеинских киселина има у изобиљу у свим живим бићима, где се стварају, кодирају, а затим чувају информације о свакој живој ћелији сваког облика живота на Земљи. Оне функционишу тако што преносе и изражавају те информације унутар и изван ћелијског језгра у унутрашњим операцијама ћелије и ултиматно у следећој генерацији сваког живог организма. Кодиране информације су садржане и преносе се путем секвенци нуклеинских киселина, што обезбеђује унутар молекула РНК и ДНК. Нуклеинске киселине играју посебно важну улогу у усмеравању синтезе протеина.
Нити нуклеотида су повезане да би формирале основу у виду хеликсне завојнице - обично једну за РНК, две за ДНК - и склопљене су у ланце парова база изабраних од пет примарних, односно канонских нуклеобаза, а то су: аденин, цитозин, гуанин, тимин, и урацил. Тимин се јавља само у ДНК, а урацил само у РНК. Користећи аминокиселине и поступак познат као синтеза протеина, специфично секвенцирање у ДНК ових парова нуклеобазе омогућава чување и пренос кодираних упутстава као гена. У РНК, секвенцирање базних парова омогућава производњу нових протеина који одређују оквире и делове и већину хемијских процеса свих облика живота.

## Историја
- Нуклеин је открио Фридрих Мишер 1869. године на Универзитету у Тибингену, Немачка.[3]
- Почетком 1880-их Албрехт Косел је даље пречистио супстанцу и открио њена високо кисела својства. Касније је такође идентификовао нуклеобазе.
- Године 1889, Ричард Олтман ствара појам нуклеинска киселина
- Године 1938, Астбури и Бел су објавили први образац дифракције рендгенских зрака за ДНК.[4]
- Године 1944, експеримент Еверија, Маклеода и Макартија показао је да је ДНК носилац генетичких информација.
- Године 1953, Вотсон и Крик су представили структуру ДНК.[5]

Експерименталне студије нуклеинских киселина чине главни део савремених биолошких и медицинских истраживања и чине основу за геном и форензичку науку, као и за биотехнолошку и фармацеутску индустрију.

## Појава и номенклатура
Термин нуклеинска киселина је свеукупан назив за ДНК и РНК, чланове породице биополимера, и синоним је за полинуклеотид. Нуклеинске киселине су назване због свог почетног открића унутар једгра и због присуства фосфатних група (сродних фосфорној киселини). Иако су први пут откривене у једгру еукариотских ћелија, сада је познато да се нуклеинске киселине могу наћи у свим облицима живота, укључујући бактерије, археје, митохондрије, хлоропласте и вирусе (постоји расправа да ли су вируси живи или неживи). Све живе ћелије садрже и ДНК и РНК (осим неких ћелија као што су зрела црвена крвна зрнца), док вируси садрже ДНК или РНК, али обично не обе. Основна компонента биолошких нуклеинских киселина је нуклеотид, од којих сваки садржи пентозни шећер (рибозу или дезоксирибозу), фосфатну групу и нуклеобазу. Нуклеинске киселине се такође генеришу у лабораторији, употребом ензима (ДНК и РНК полимеразе) и хемијском синтезом у чврстој фази. Хемијске методе такође омогућавају стварање измењених нуклеинских киселина којих нема у природи, на пример пептидних нуклеинских киселина.

## Молекуларни састав и величина
Нуклеинске киселине су углавном веома велики молекули. Молекули ДНК су вероватно највећи познати индивидуални молекули. Добро проучени молекули биолошке нуклеинске киселине варирају у величини од 21 нуклеотида (мала интерферирајућа РНК) до великих хромозома (људски хромозом 1 је један молекул који садржи 247 милиона базних парова).
У већини случајева молекули ДНК у природи су дволанчани, а молекули РНК једноланчани. Постоје бројни изузеци - неки вируси имају геном направљен од дволанчане РНК, а други вируси имају једноланчане ДНК геноме, и, у неким околностима, могу се формирати структуре нуклеинске киселине са три или четири ланца.
Нуклеинске киселине су линеарни полимери (ланци) нуклеотида. Сваки нуклеотид се састоји од три компоненте: пуринске или пиримидинске нуклеобазе (понекад назване азотном базом или једноставно базом), пентозног шећера и фосфатне групе која молекул чини киселим. Подструктура која се састоји од нуклеобазе и шећера назива се нуклеозид. Типови нуклеинске киселине се разликују у структури шећера у својим нуклеотидима - ДНК садржи 2'-дезоксирибозу, док РНК садржи рибозу (где је једина разлика присуство хидроксилне групе). Такође, нуклеобазе пронађене у два типа нуклеинске киселине су различите: аденин, цитозин и гуанин налазе се у РНК и у ДНК, док се тимин јавља у ДНК, а урацил у РНК.
Шећери и фосфати у нуклеинским киселинама повезани су међусобно у наизменичном ланцу (основа од шећера и фосфата) преко фосфодиестерских веза. У конвенционалној номенклатури, угљеници за које се вежу фосфатне групе су 3'-крај а 5'-крај угљеник је на шећеру. Ово даје усмереност нуклеинским киселинама, и крајеви молекула нуклеинске киселине називају се 5'-крај и 3'-крај. Нуклеобазе су повезане са шећерима преко N-гликозидне везе која укључује нуклеобазни прстен азота (N-1 за пиримидине и N-9 за пурине) и 1' угљеник у прстену пентозног шећера.
Нестандардни нуклеозиди су такође присутни у РНК и у ДНК и обично настају модификовањем стандардних нуклеозида унутар молекула ДНК или примарног (почетног) транскрипта РНК. Молекули транспортне РНК (тРНК) садрже нарочито велики број модификованих нуклеозида.